# Lamprospora faroeënsis
Lamprospora faroeënsis är en svampart som tillhör divisionen sporsäcksvampar, och som beskrevs av Dieter Benkert. Lamprospora faroeënsis ingår i släktet Lamprospora, och familjen Pyronemataceae. Arten är reproducerande i Sverige.